# Bertha Badt-Strauss

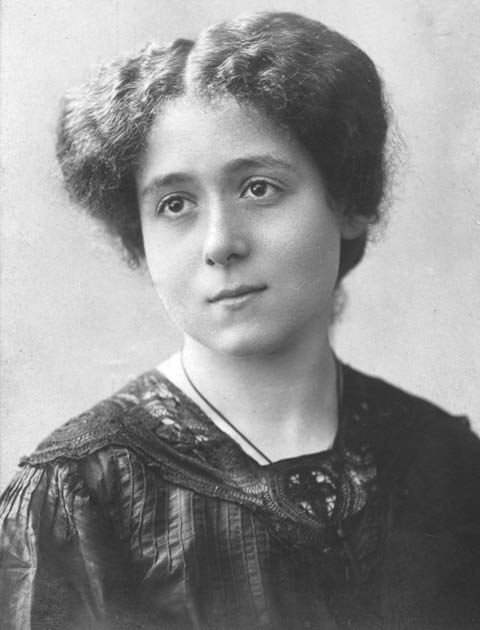
Bertha Badt-Strauss (um 1910)

Bertha Badt-Strauss (geboren 7. Dezember 1885 in Breslau als Bertha Badt; gestorben 20. Februar 1970 in Chapel Hill) war eine deutsch-jüdische Publizistin, Journalistin und Autorin.

## Leben
Bertha Badt wurde in eine traditionell-religiöse jüdische Gelehrten-Familie geboren (Vater: Benno Badt, 1844–1909; Mutter Martha Guttmann; ihr Bruder war der Politiker Hermann Badt) und studierte an der Universität Breslau und in Berlin Literaturgeschichte, Englisch, Latein und Philosophie. Während ihres Studiums schloss sie sich der Breslauer Dichterschule an. In Berlin promovierte sie, als erste Frau an der philosophischen Fakultät, 1908 über Annette von Droste-Hülshoff.
1913 zog sie nach Berlin und heiratete dort Bruno Strauss, der Gymnasiallehrer war und über Moses Mendelssohn forschte. 1921 kam ihr Sohn Albrecht zur Welt.
Sie war zionistisch eingestellt und begeisterte sich insbesondere für die von Martin Buber formulierte Idee einer Jüdischen Renaissance. Sie und ihr Mann lebten zeit ihres Lebens streng nach den Regeln der jüdischen Religion (koscherer Haushalt usw.). 
Nach dem Ersten Weltkrieg begann sie, über jüdische Themen zu schreiben, und wurde im Laufe der Jahre zu einer der produktivsten, bekanntesten und meistgelesenen Publizistinnen im Berlin der Zwischenkriegszeit. Sie verfasste zahlreiche Artikel, wissenschaftliche Aufsätze, Lexikonbeiträge, Kurzgeschichten, Biografien und Buchbesprechungen und war Herausgeberin literarischer Werke (u. a. Droste-Hülshoff, Rahel Varnhagen), von Übersetzungen und Textkritiken.
1939 flüchtete das Ehepaar über London in die USA (Shreveport, Louisiana), wo Bruno Strauss eine Dozentenstelle erhalten hatte; der Sohn war bereits 1933 zur Ausbildung nach Großbritannien geschickt worden. In ihrer neuen Heimat publizierte Bertha Badt-Strauss weiter, wenn auch in einem bedeutend geringeren Umfang, nicht zuletzt deswegen, weil sie seit Jahren an Multipler Sklerose (MS) litt und sich ihr Gesundheitszustand in Amerika deutlich verschlechtert hatte.
Ihr Mann starb 1969, sie selbst starb ein Jahr später, am 20. Mai 1970 im Haus ihres Sohnes.

## Werke (Auswahl)
auch unter dem Pseudonym: Bath-Hillel
- Annette von Droste-Hülshoff, 1909
- Rahel und ihre Zeit, 1912
- Süsskind von Trimberg, 1920
- Menschen untereinander von Rahel Varnhagen, 1928
- Moses Mendelssohn, 1929
- Jüdinnen, 1937
- Herausgeberin der Briefe von Hermann Cohen, 1939
- Jessie Sampter, 1956